# Rithmomachia
Rithmomachia, ritmomaquia, rythmomaquia, arithmomachia o cualquier otra de sus variantes, también conocido como el juego de los filósofos, es un juego de tablero matemático de estrategia, altamente complejo. Fue creado en la Europa medieval. La más antigua descripción conocida data del siglo XI. Una traducción literal del nombre es «la batalla de los números».
Se ha argumentado que entre los siglos XII y XVI, «se usó como una forma práctica de enseñanza de los valores contemplativos de la filosofía matemática de Boecio, que enfatizaba la armonía natural y la perfección del número y de la proporción». Ann Moyer sostiene que el juego se utilizó tanto como una herramienta mnemotécnica para el estudio de la teoría de números de Boecio y, más importante aún, como un medio para la educación moral, recordando a los jugadores la armonía matemática de la creación.

## Historia
Se sabe muy poco sobre el origen del juego, excepto que los autores medievales se lo atribuyeron a Pitágoras, aunque no se ha descubierto ningún rastro del juego en la literatura griega, y la primera mención conocida es de la época de Hermannus Contractus (1013-1054).
El nombre, que aparece en una variedad de formas, apunta a un origen griego, más aún porque el griego era poco conocido en la época cuando el juego apareció en la literatura. Al tener su base en la teoría de números griega y además teniendo un nombre griego, es natural que algunos especulen que el origen del juego debe buscarse en la Antigua Grecia y quizás en las escuelas posteriores de Bizancio o Alejandría.
La primera evidencia escrita de Rithmomachia se remonta a alrededor de 1030, cuando un monje, llamado Asilo, creó un juego que ilustraba la teoría de números del De institutione arithmetica escrito por Boecio, para los estudiantes de las escuelas de monasterios. Las reglas del juego fueron mejoradas poco después por el respetado monje, Hermann Contractus, de Reichenau en la escuela de Lieja. En los siglos siguientes, Rithmomachia se extendió rápidamente a través de las escuelas y monasterios en el sur de Alemania y Francia. Fue usado principalmente como una herramienta de enseñanza, pero gradualmente los intelectuales comenzaron a jugarlo por placer. En el siglo XIII Rithmomachia llegó a Inglaterra, donde el famoso matemático Thomas Bradwardine escribió un texto sobre él. Incluso Roger Bacon recomienda Rithmomachia a sus alumnos, mientras que Tomás Moro hace a los habitantes de la ficticia Utopía jugarlo por recreación.
En el siglo XVI Francesco Barozzi publicó una versión en Venecia (1572) que posteriormente fue traducida a otros idiomas. El juego era suficientemente bien conocido como para justificar tratados impresos en latín, francés, italiano y alemán, y había anuncios públicos de la venta del tablero y sus piezas bajo la tutela de la vieja Sorbona.

## Tablero de juego

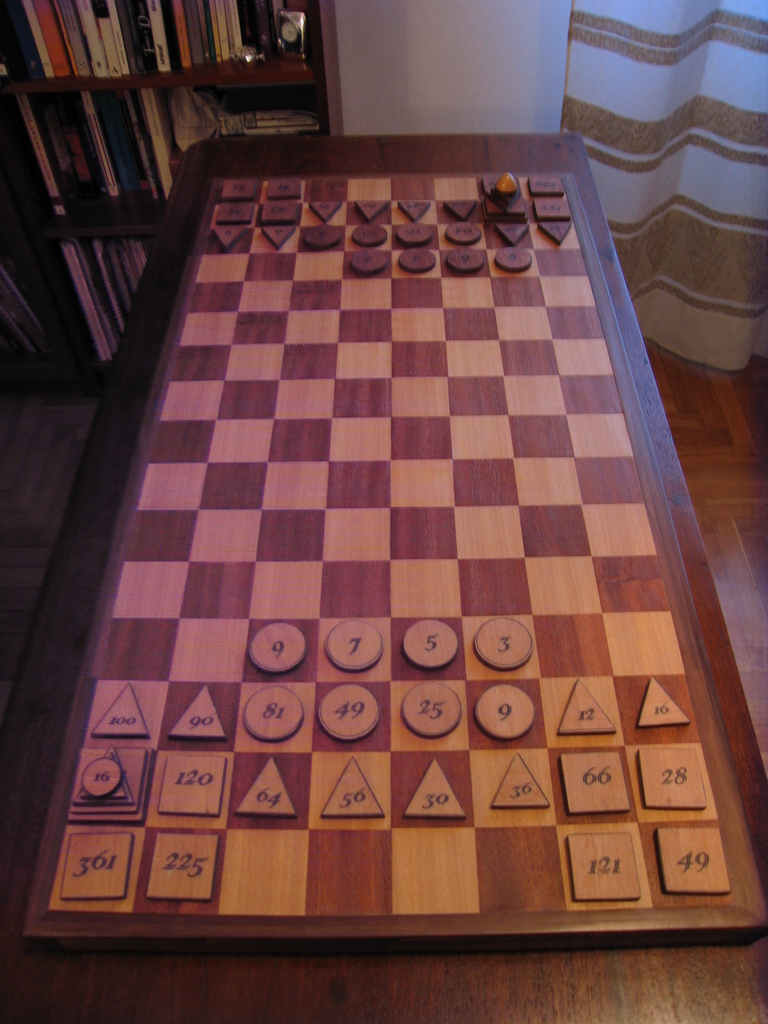
Tablero de Rithmomachia hecho a mano

Se jugaba en un tablero rectangular con casillas cuadriculadas semejante al tablero de ajedrez o damas. Tenía ocho casillas en el lado más corto, y dieciséis en el lado más largo.

### Piezas
Había dos jugadores, el blanco y el negro. Cada jugador tenía 24 piezas de diferentes formas, 8 círculos, 8 triángulos, 7 cuadrados, y 1 pirámide, y cada una de ellas tenía un valor numérico con ciertas propiedades matemáticas.
Valores numéricos de las piezas:
| Piezas       | Blancas                      | Negras                         |
| ------------ | ---------------------------- | ------------------------------ |
| 8 círculos   | 2, 4, 6, 8 4, 16, 36, 64     | 3, 5, 7, 9 9, 25, 49, 81       |
| 8 triángulos | 9, 6, 72, 81 25, 20, 42, 49  | 16, 12, 90, 100 36, 30, 56, 64 |
| 7 cuadrados  | 15, 45, 153 25, 81, 169, 289 | 26, 66, 120 49, 121, 225, 361  |
| 1 pirámide   | ver abajo                    | ver abajo                      |

Las pirámides no son realmente una sola pieza, sino un grupo de piezas apiladas una sobre otra.
- La pirámide blanca se hace con un cuadrado de «36», un cuadrado de "25", un triángulo de «16», un triángulo de «9», un círculo de «4» y un círculo de «1», con un valor total de 91.
- La pirámide negra se compone de un cuadrado de «64», un cuadrado de «49», un triángulo de «36», un triángulo de «25» y un círculo de  «16», que suman 190.

Asimetría de las piezas:
Un aspecto notable del juego era que las fuerzas de las piezas blancas y las negras no eran simétricas. Aunque cada lado tenía el mismo arreglo de piezas, los números en ellas diferían, permitiendo a los dos jugadores, diferentes tipos de captura, y diferentes configuraciones ganadoras.

### Movimientos
Los cuatro diferentes tipos de piezas se mueven de la siguiente manera:
- Círculos: Los círculos se mueven una casilla en cualquiera de las cuatro diagonales.
- Triángulos: Los triángulos pueden moverse dos casillas hacia arriba, abajo, la derecha, o la izquierda.
- Cuadrados: Los cuadrados pueden moverse tres casillas hacia arriba, abajo, la derecha, o la izquierda.
- Pirámides: Las pirámides pueden moverse como un círculo, un triángulo o un cuadrado, mientras contengan la pieza correspondiente, lo que las hace muy valiosas. Los valores de las diferentes piezas que conforman las pirámides hacen que sean difíciles de capturar con la mayoría de los métodos de capturas excepto el cerco.

Ninguna pieza puede saltar por encima de otra pieza ni moverse a una casilla ocupada por otra pieza.

### Captura
Había una variedad de métodos de captura. Las piezas no ocupan el lugar de otra pieza para capturarla, sino que permanecen en su casilla y retiran la otra. Las reglas de abajo describen la versión más común del juego, usada a través de gran parte de la Edad Media y del Renacimiento. También hubo una variante propuesta por Fulke en el siglo XVI, con reglas de captura significativamente diferentes (y algo más consistentes).
- Encuentro: Si en la siguiente jugada una pieza puede ocupar el lugar de otra con el mismo valor, la pieza permanece en su ubicación y la pieza del oponente es retirada del tablero.
- Asalto: Si el valor de una pieza multiplicado por el número de espacios vacíos entre ella y otra pieza más grande, es igual al valor de la pieza mayor, la pieza más grande es capturada.
- Emboscada: Si el valor de la suma de dos piezas es igual al valor de una pieza enemiga posicionada entre las dos, la pieza enemiga es capturada y retirada del tablero.
- Cerco: Si una pieza está rodeada por los cuatro costados, es retirada.

### Victoria
También había una variedad de condiciones de victoria para determinar cuando un juego terminaría y quién era el ganador. Había victorias comunes y victorias propias, que eran recomendadas para los jugadores más hábiles. Las victorias propias requieren colocar piezas en un arreglo lineal en el lado del tablero del oponente, con los números que forman el arreglo siguiendo varios tipos de progresión numérica. Los tipos requeridos de progresión, aritmética, geométrica y armónica, sugieren una conexión con el trabajo matemático de Boecio.
Victorias comunes:
- De Corpore (Latín: «por cuerpo»): Se gana el juego si un jugador captura un cierto número de piezas establecido previamente por ambos jugadores.
- De Bonis («por bienes»): Se gana el juego si un jugador captura piezas cuyos valores sumados tengan o superen un cierto valor establecido por ambos jugadores.
- De Lite («por demanda»): Se gana si un jugador captura piezas cuyos valores sumados tengan o superen un cierto valor establecido por ambos jugadores, y si el número de dígitos en los valores de las piezas capturadas es menor que un número fijado por ambos jugadores.
- De Honore («por honor»): Si un jugador captura piezas cuyos valores sumados tengan o superen un cierto valor establecido por ambos jugadores, y si el número de piezas capturadas es inferior a una cierta cantidad fijada por ambos jugadores.
- De Honore Liteque («por honor y demanda»): Si un jugador captura piezas cuyos valores sumados tengan o superen un cierto valor establecido por ambos jugadores, y el número de dígitos de los valores de las piezas capturadas es menor que un número fijado por los jugadores, y además el número de piezas capturadas es inferior a una cantidad fijada por ambos jugadores.

La tabla de abajo resume las victorias comunes. Las columnas Número, Valores, y Dígitos, se refieren respectivamente al número de fichas capturadas, la suma de sus valores numéricos, y la suma de los dígitos de esos valores. Los jugadores acuerdan los valores a, b, y c, y la victoria se obtiene cuando se cumple con la relación indicada en la tabla según el tipo de juego. Así, si se está jugando De Lite, por ejemplo, se obtiene la victoria si los valores de las fichas capturadas son mayores o iguales a «b» y si la suma de los dígitos de esos valores es menor que «c».
| Tipo de juego     | Número | Valores | Dígitos |
| De Corpore        | >= a   |         |         |
| De Bonis          |        | >= b    |         |
| De Lite           |        | >= b    | < c     |
| De Honore         | < a    | >= b    |         |
| De Honore Liteque | < a    | >= b    | < c     |
Victorias propias:
- Victoria Magna («Gran victoria»): esto ocurre cuando tres piezas son dispuestas en una progresión aritmética.
- Victoria mayor («La mayor victoria»): esto ocurre cuando cuatro piezas son dispuestas de manera que tres estén en una cierta progresión y otras tres están en otro tipo de progresión.
- Victoria Excellentissima («Victoria excelentísima»): esto ocurre cuando cuatro piezas están dispuestas de forma que aparecen los tres tipos de progresiones matemáticas en tres grupos diferentes.

## Popularidad
A partir del siglo XVII, el juego, que en su apogeo en Europa rivalizó con el ajedrez en popularidad, prácticamente desapareció hasta finales del siglo XIX y principios del siglo XX cuando fue redescubierto por los historiadores.